# Ernst-Thälmann-Straße 4 (Gernrode)

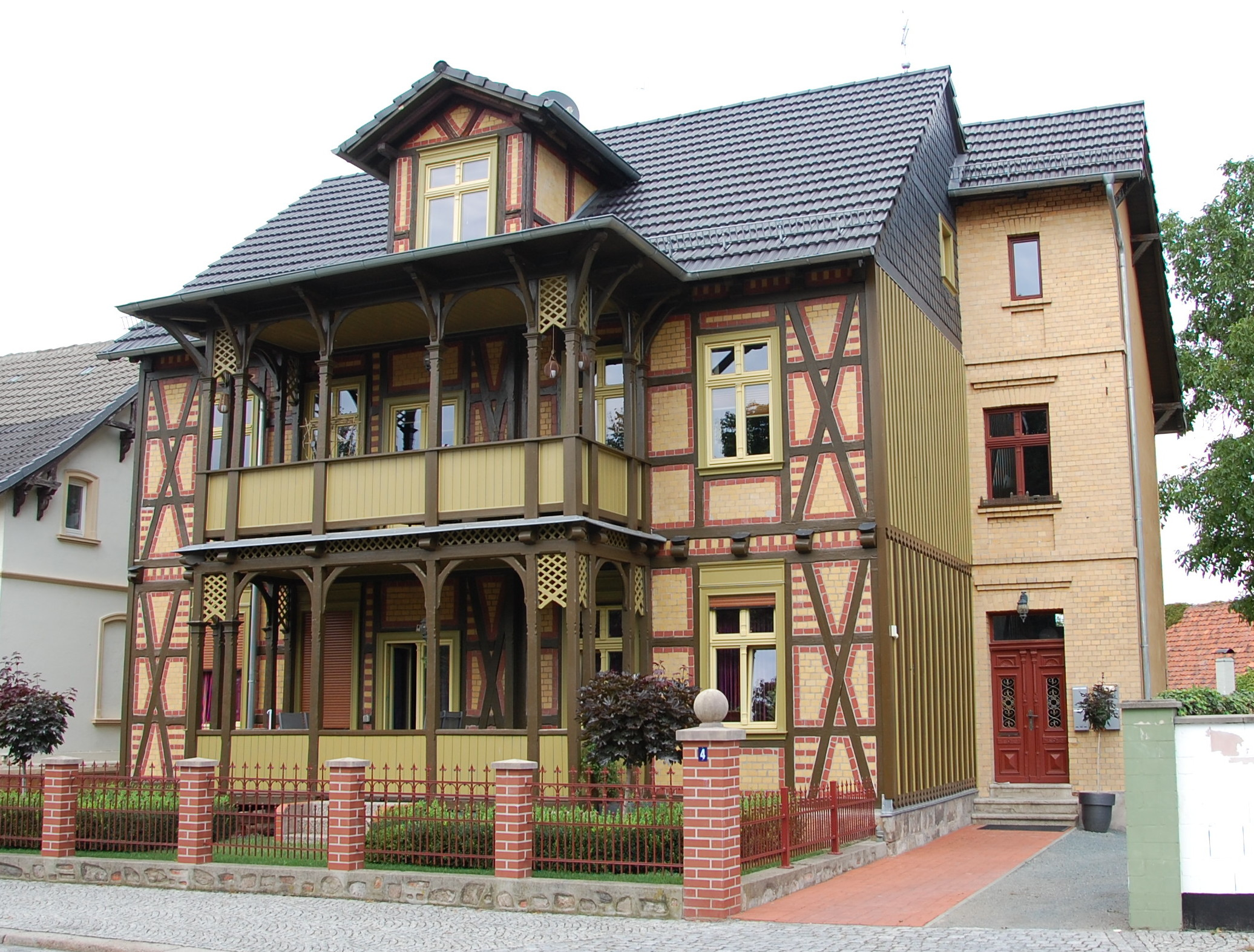
Haus Ernst-Thälmann-Straße 4

Das Haus Ernst-Thälmann-Straße 4 ist ein denkmalgeschütztes Gebäude im zur Stadt Quedlinburg in Sachsen-Anhalt gehörenden Ortsteil Stadt Gernrode.

## Lage
Das Gebäude befindet sich westlich der Gernröder Altstadt und ist im örtlichen Denkmalverzeichnis als Wohnhaus eingetragen. 

## Architektur und Geschichte
Das zweigeschossige Fachwerkhaus entstand in der Zeit um das Jahr 1900 im typischen Stil der Kurpensionen. Als Zierform finden sich Andreaskreuze am Fachwerk. Die Gefache sind mit farbigen Backsteinen verfüllt. Vor das Haus wurden in Form von Loggien verzierte Veranden und Balkone gesetzt.